# 伊予和氣站
伊予和氣站（日语：／ Iyowake eki */?）是位在日本愛媛縣松山市和氣町、隸屬於四國旅客鐵道（JR四國）予讚線的鐵路車站。車站編號為Y53，現時只停靠普通列車。由於在日本國有鐵道年代，於山陽本線已設有和氣站，為作區分，於是加上了「伊予」以作區分。

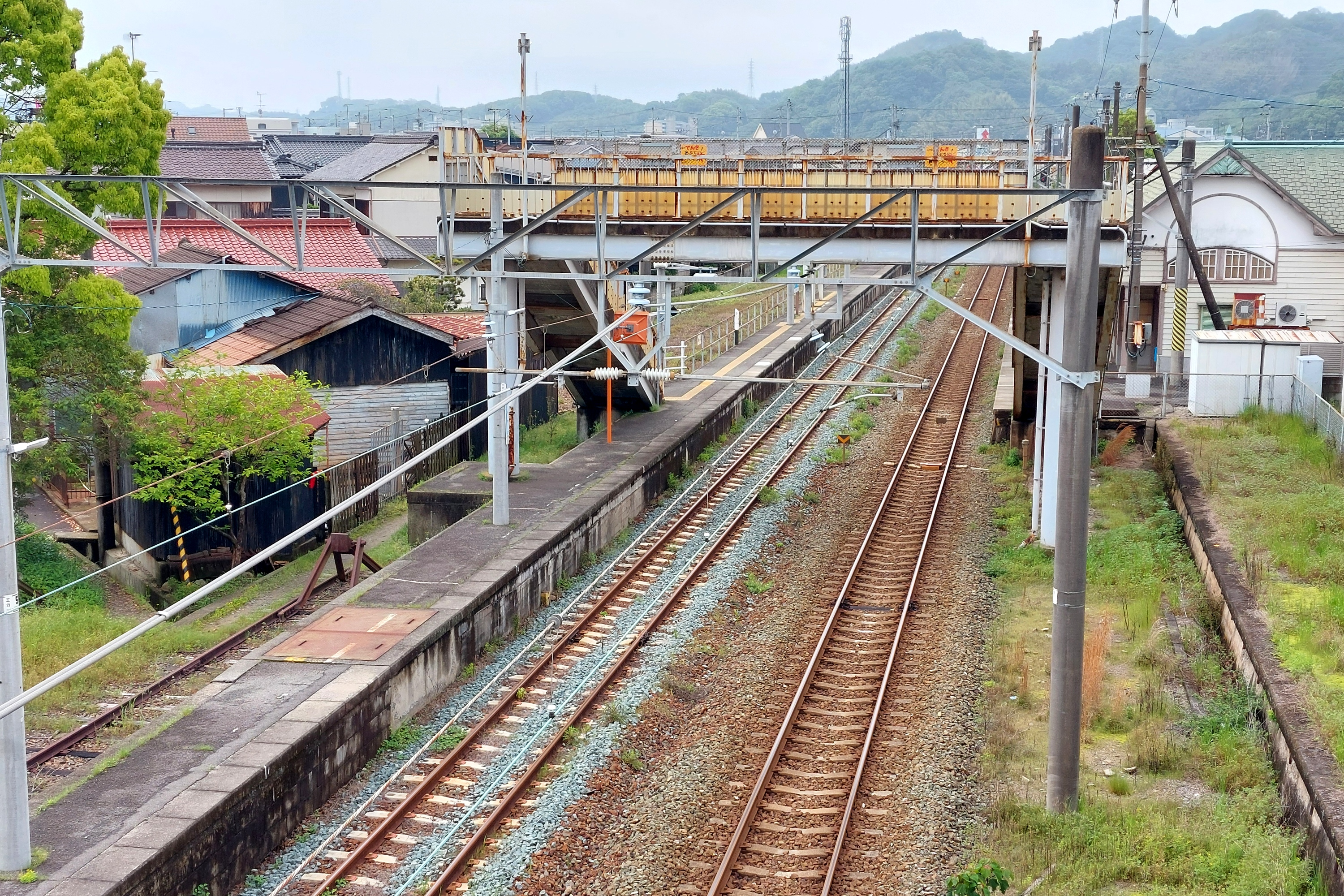
月台（2024年4月）

## 車站結構
現時使用中為第二代站舍，以木所建成的單層建築物，外貌極具西洋風格。原第1代站舍為木製單層建築，於1988年因火災而燒毀。後來經歷近兩年時間才重新建成。
重建後，左側保留為車站出入口及候車大堂，並設有自動售票機及候車座椅，站舍中央及右邊均闢作商店，過往曾作食肆，現時則空置中。本站的洗手間皆獨立於車站建築外，建於1號月台上，但入口則位於月台範圍內。
設有側式月台及島式月台各1個，但由於島式月台最外的一邊加上了欄杆，而且寬度非常狹窄，並不適合兩邊使用，因此只有2面2線的配置。事實上，其中一支行人天橋的基柱座落在2號月台旁，另外車站外亦有房屋亦早已伸延至貼近車站月台，因此亦不可能加設3號月台。不過，在2號月台的兩端，卻各自設有2條長約2節車廂的備用保線路軌，而路軌之間又不互相接續，是JR四國車站中罕見的。
1號月台為主軌道，不但是供特急列車通過，亦是一般上下行普通列車的停車月台。島式月台上的2號月台只限避車時才使用，只在月台末端靠近三津濱方向設有蓋候車亭及座椅。兩邊月台間以行人天橋連接，設於靠近堀江站方向，有效長度皆為6輛。

### 月台配置
| 月台 | 路線    | 方向 | 目的地                   |
| ---- | ------- | ---- | ------------------------ |
| 1、2 | ■予讚線 | 上行 | 今治、伊予西條、高松方向 |
| 1、2 | ■予讚線 | 下行 | 松山、伊予市方向         |

## 歷史
- 1927年4月3日：開業。
- 1987年4月1日：日本國鐵分割民營化，車站經營權由JR四國繼承。
- 1988年4月11日：第1代站舍因火災被燒毀。
- 1990年9月1日：第二次無人化。

## 相鄰車站
四國旅客鐵道
■予讚線
堀江（Y52）－伊予和氣（Y53）－三津濱（Y54）